# Chrastná (Vlastislav)
Chrastná je osada obce Vlastislav v okrese Litoměřice, zhruba 8 km západně od Lovosic. Od Vlastislavi leží 1 km jihozápadním směrem, pod lesem na severovýchodním úbočí vrchu Třešňovka (414 m). Přes osadu a lesnaté sedlo mezi Třešňovkou a vrchem Plešivec (477 m) prochází červeně značená turistická trasa, spojující Vlastislav s Děkovkou. Ke dni 10. února 2012 bylo v Chrastné evidováno celkem 8 domů, z čehož 6 čísel popisných a 2 čísla evidenční.

## Historie
První zmínka o vsi (Chrazna) pochází z roku 1184.

## Pamětihodnosti
- Sousoší Piety – hodnotné [2] barokní dílo neznámého autora z 18. století. Podstavec je zdoben reliéfem svaté Valpurgy.
- Zvonička

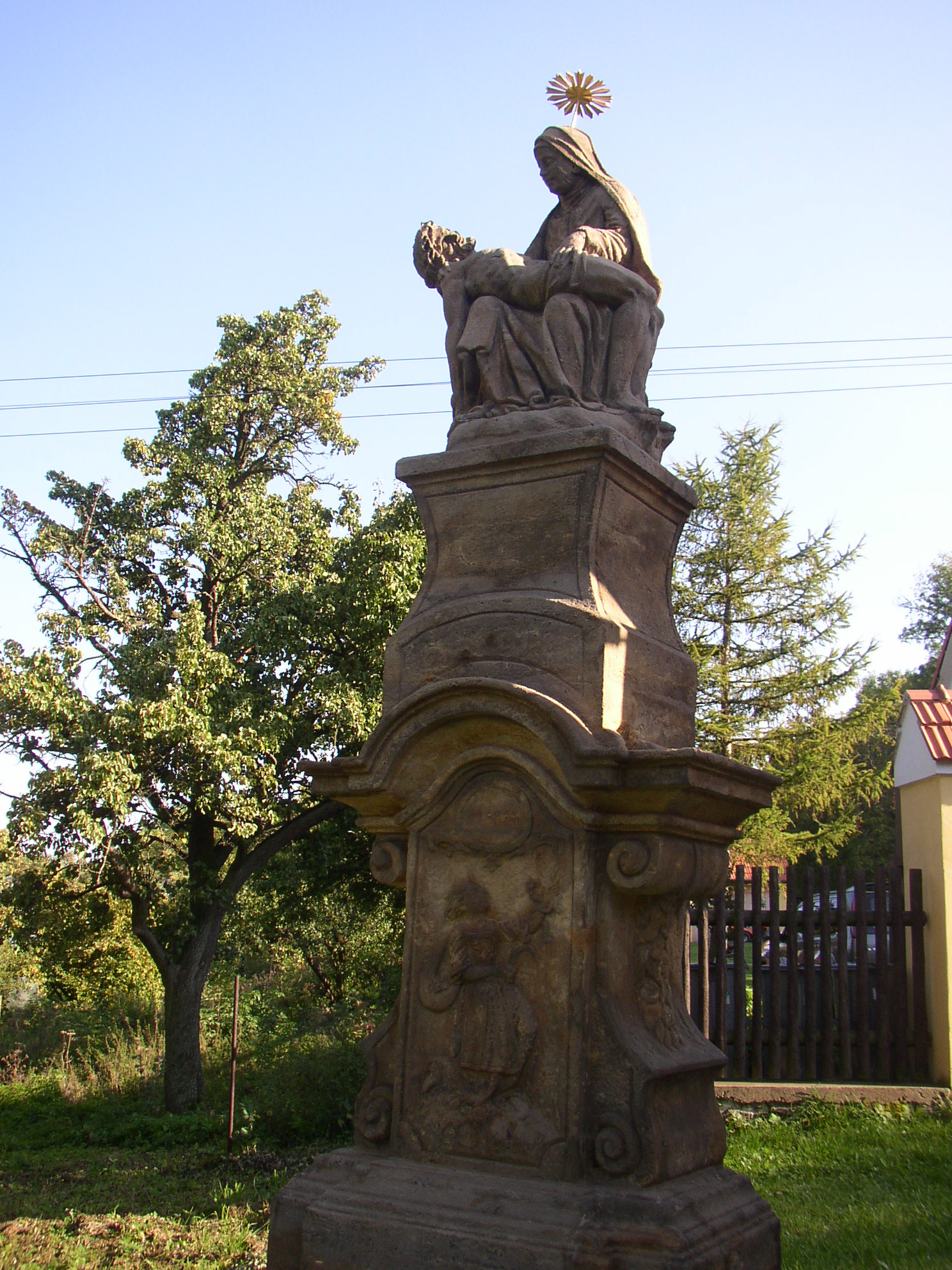
Sousoší Piety
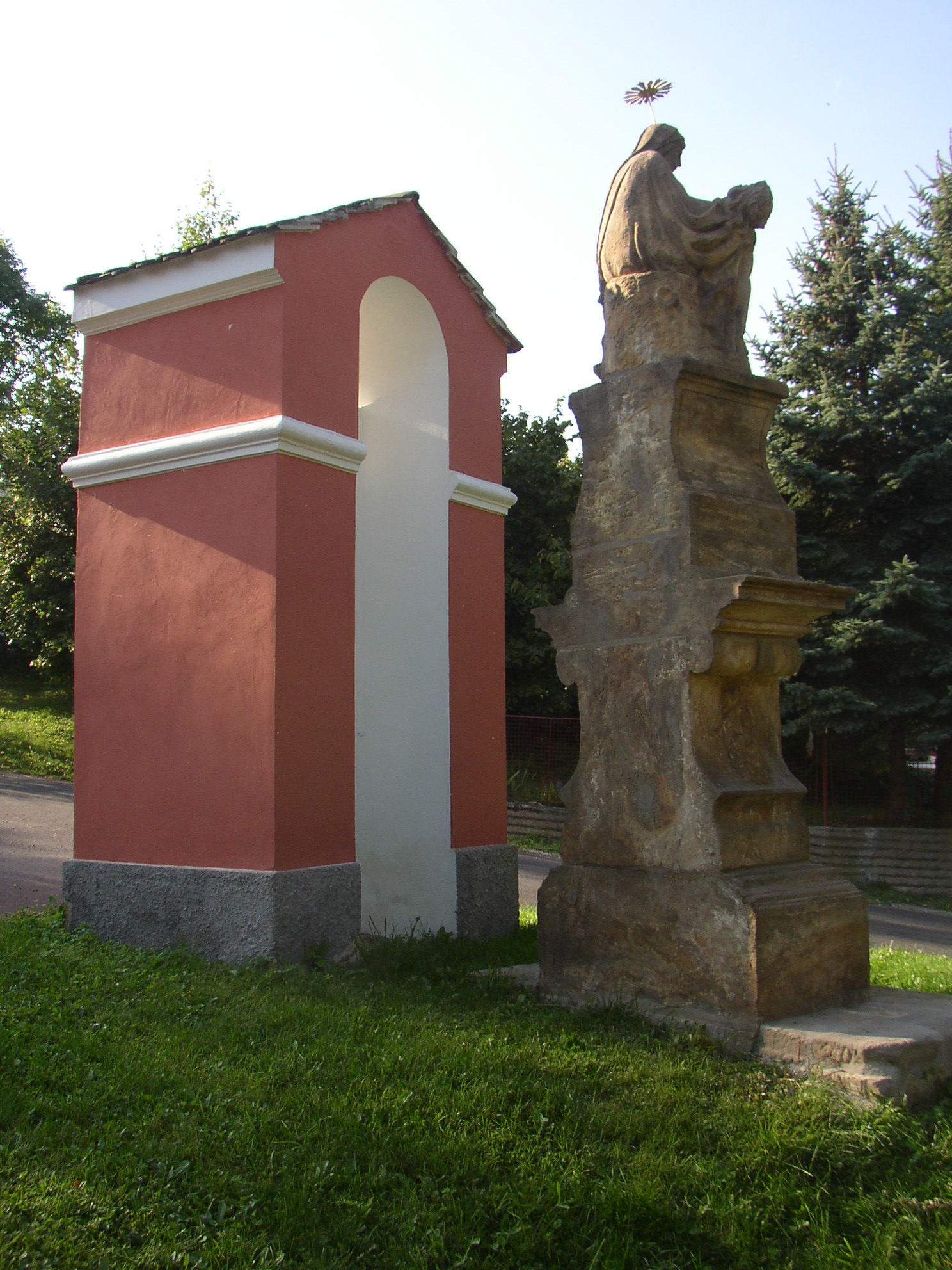
Zvonička s Pietou